# Carl August von Bose

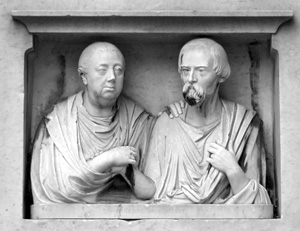
Carl August Graf von Bose (rechts) mit Ehefrau Louise

Carl August Graf von Bose (* 7. November 1814 in Gamig; † 25. Dezember 1887 in Baden-Baden) war Geheimer Rat, Naturwissenschaftler und letzter Vertreter der vogtländischen Linie des Adelsgeschlechts von Bose.

## Leben
Er war der erstgeborene Sohn des königlich-sächsischen Hofmarschalls August Graf von Bose (1787–1862) und der Catharina Natalie Elisabeth geb. von Löwenstern (1795–1879).
Nach dem Besuch der Kreuzschule in Dresden studierte er Rechtswissenschaften in Berlin und Paris. Anschließend schlug er eine Beamtenlaufbahn ein, in der er bis zum Geheimen Rat befördert wurde. In seiner Freizeit interessierte er sich bereits frühzeitig für Naturwissenschaften. Er wurde Mitglied der Senckenbergischen Naturforschenden Gesellschaft und der Zoologischen Gesellschaft.
Am 15. Mai 1845 heiratete er in Baden-Baden die Loise Wilhelmine Emilie geb. Gräfin von Reichenbach-Lessonitz (1813–1883), eine Tochter des Kurfürsten Wilhelm II. von Hessen. Beide zogen in das hessische Kassel, wo seine Ehefrau die naturwissenschaftlichen Studien ihres Gattens unterstützte.
Carl August Graf von Bose starb 1887. Seine Grabrede hielt Ernst Haeckel.

## Ehrungen
- 1884 wurde er zum Mitglied der Deutschen Akademie der Naturforscher Leopoldina gewählt.[1]
- Ehrendoktorwürde (Dr. med. chirurg. h. c.) von der Universität Jena